# Mahdiyya
|  | Per a altres significats, vegeu «Al-Mahdiyya». |

La Mahdiyya fou un moviment polític i religiós iniciat el 1881 al Sudan que pretenia reformar l'islam i expulsar els otomans-egipcis. Per extensió és el nom donat a l'estat creat pels mahdistes al Sudan de 1883 a 1898.

## Antecedents
Al segle xvii un pretendent de nom Hamad al-Nahlan conegut com a Wad al-Turabi, ja s'havia manifestat al Sudan, però les seves doctrines i pretensions foren rebutjades pel rei dels funj de Sennar, Badi II (1644-1680). Es va enfrontar als recaptadors d'impostos de Badi III al-Ahmar (1692-1716).
Cezayirli Gazi Hasan Pasha fou enviat a Egipte per restaurat la sobirania otomana que els beys rebels Murad i Ibrahim no respectaven, i es va presentar amb el seu exèrcit al Caire (agost de 1786) i el 8 d'agost va posar en fuita als beys revoltats, i va alliberar al paixà Yegen Mehmed que havia estat empresonat pels rebels; aquesta expedició va tenir el suport popular que després es va canalitzar cap als moviments mahdistes. El 1799 la revolta contra els francesos dirigida per un pretendent mahdista d'origen magrebí. El 1822-1823 una revolta a l'Alt Egipte contra Muhàmmad Alí fou conduïda per un altre pretendent mahdista. L'establiment d'un sistema administratiu centralitzat va suposar la imposició de taxes a les tribus sovint nòmades, del Sudan, que no estaven acostumats a pagar, i la subjecció a les corrupcions i abusos dels funcionaris que eren sempre els pitjors doncs els millors restaven a Egipte; els fakih (homes de religió) locals que feien de mestres, de jutges, de mediadors, van perdre el seu paper i va sorgir una nova casta de caps religiosos, ulemes ortodoxos. A mitjan segle la situació es va relaxar una mica però amb el khediv Ismaïl Paixà (1863-1879) es va tornar a imposar un sistema administratiu angoixant.
El 1874 fou annexionat el sultanat de Darfur i pel sud els comerciants d'esclaus i d'ivori van arribar fins al Nil Blanc i la Regió de Bahr al-Ghazal fora de les zones islamitzades i fora de l'autoritat dels funcionaris egipcis; el khediv era pressionat pels europeus per introduir un govern regular a la zona i posar fi al tràfic d'esclaus, però els àrabs del nord que s'hi dedicaven, els Danakla i Djaliyyun principalment, no hi estaven d'acord. Hi havia petits traficants (djallab) però també grans senyors quasi prínceps com al-Zubayr Rahma Mansur, que dominava la regió de Bahr al-Ghazal occidental i fou el conqueridor del Darfur. El khediv va reclutar europeus i americans per executar els seus plans i els va posar a les altes funcions tot i ser cristians. El més notable d'aquests funcionaris reclutats fou Charles George Gordon nomenat governador de la província d'Equatòria el 1873 fins al 1876, i governador general del Sudan (1877-1879) que va tenir un paper destacat en l'intent de posar fi al tràfic d'esclaus, però sense gaire èxit degut als seus escassos mitjans. El juny de 1879 Ismaïl fou deposat i Gordon (conegut com a Gordon Pasha) va dimitir i el desembre fou substituït per Mahummad Rauf Pasha, sota el qual va esclatar el moviment mahdista. Primer s'esmenta un pretendent a mahdi de nom Ibrahim al-Sudani, del que no se sap res que es creu que era originari del sud del país. Finalment va aparèixer Muhàmmad Àhmad que fou el darrer dels mahdis, i l'únic que va tenir un èxit llarg en el temps.

## Muhàmmad Ahmad

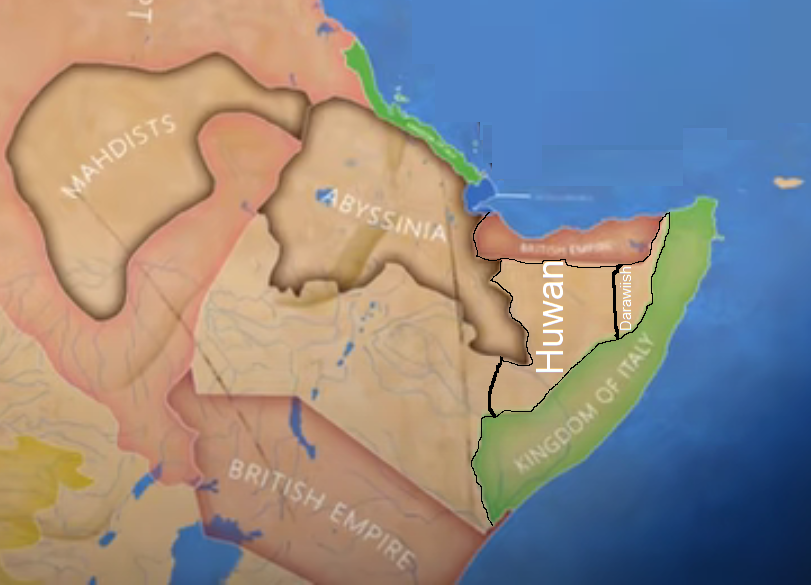

El mahdi era un asceta sufita originari de la ciutat de Dongola però establert al nord de Khartum, que havia pres fama de santedat i va reunir molts seguidors i el 1881 se li va unir l'home que després serie el seu més proper col·laborador i successor, Abd Allah ben Muhammad al Taaishi conegut per Abdullahi, de la tribu dels Bakkara Taaishi, àrabs ramaders al Darfur. La idea d'un mahdi redemptor s'havia estès i tot el Sudan esperava al mahdi verdader. Abdullahi havia declarat com a tal uns anys abans a al-Zubayr Rahma Mansur, traficant d'esclaus que dominava el Bahr al-Ghazal occidental i conqueridor del Darfur, però al-Zubayr no ho va acceptar, i ara li va assenyalar a Muhàmmad Àhmad que ell era el mahdi esperat.
Muhàmmad el va escoltar i ho va revelar en secret als seus deixebles (març del 1881) i després a altres seguidors en una visita al Kordofan, i es va revelar públicament el 29 de juny de 1881 declarant la gihad (ja que tots els que se li oposaven no eren verdaders musulmans); es van enviar cartes als notables anunciant la seva missió divina i demanant el suport; un telegrama fou enviat al governador general.
El projecte del mahdi era una reforma de l'islam tant en el culte com en la societat; volia la restauració de la primitiva umma musulmana regida per l'alcorà i la sunna. Els seus seguidors, igual que els de Medina amb el Profeta, foren anomenats ansars. El propòsit era establir un estat islàmic com un primer pas cap a un estat islàmic global. Pretenia també la successió del Profeta (al-khilafa al-kubra) i es presentava com el successor de l'enviat de Déu (Khalifat Rasul Allah). Abdullahi fou reconegut com a khalifa al-Siddik i considerat successor d'Abu-Bakr as-Siddiq, Ali ibn Muhammad Hilu (un dels seus primers seguidors) fou nomenat khalifat al-Faruk com a successor del califa Úmar ibn al-Khattab, i el seu gendre Muhammad Sharif ibn Hamid fou khalifat al-Karrar i successor d'Ali. La successió d'Uthman ibn Affan fou oferta al cap de la sanusiyya Muhammad al-Mahdi (maig 1883) però fou rebutjada. Encara que els ulemes oficials pretenien refutar les pretensions del mahdi, ell es va defensar com escollit per Déu.
Un primer contingent militar enviat a fer-lo presoner, fou derrotat l'agost del 1881 i el mahdi i els seus ansar es van retirar (hègira) al Djabal Kadir al Kordofan. El mahdi va adoptar el nom de Muhammad ibn Abd Allah, es va declarar descendent del Profeta i el lloc de reunió al Djabal Kadir fou anomenat Massa. Lentament anava guanyant suport a tot el país i les operacions militar a la zona on estava retirat eren molt difícils. Una primera expedició fou rebutjada el desembre del 1881 i una segona el maig del 1882, aquesta ordenada per Geigler Pasha, governador interí del Sudan (febrer a maig del 1882) que fou seguit en el càrrec per Abd al-Kadir Pasha Hailm.
Els mahdistes van establir a les muntanyes una bona base per atacar les posicions del govern al Kordofan. Els nòmades Bakkara o Beggara del sud li donaven suport i tenia també molt suport entre els àrabs del Darfur i Kordofan. Les guarnicions egípcies no obstant van aguantar bé en les seves fortificacions els atacs mahdistes. L'atac a la capital provincial El Obeid, el 8 de setembre de 1882, fou rebutjat.
Els britànics van ocupar Egipte (setembre del 1882). El mahdi va optar pel sistema de setges amb un cos especialitzat complementari de les tropes tribals, anomenat djihadiyya, reclutat entre els soldats sudanesos desertors o presoners, que foren els únics que van rebre armes de foc, ja que el mahdi no les volia confiar als indisciplinats guerrers tribals. Així El Obeid es va rendir el 19 de gener de 1883. Ara dominava el Kordofan.
El març era enviat el nou governador del Sudan, Ala al-Din, i es va reclutar localment un exèrcit sota la direcció del cap d'estat major Sulayman Niazi Pasha, que va arribar a tenir 8000 homes molts procedents d'antigues forces de fellahins àrabs que havien estat dissoltes i havien estat enviats presoners al Sudan. Al cap d'un mes, el coronel anglès retirat William Hicks conegut com a Hicks Pasha, va dirigir cinc mil homes contra una força similar de mahdistes (els primers seguidors eren els ansars i la resta eren anomenats els dervixos) al Sennar, i els va derrotar, netejant d'enemics el territori entre Sennar i Khartum. Una vegada superada la por a un atac dels rebels a Khartum, els funcionaris egipcis van començar a intrigar contra Hicks que el juliol va dimitir. Llavors el govern egipci va cesar a Sulayman Niazi i Hicks fou nomenat comandant en cap d'un cos expedicionari que havia d'anar al Kordofan. Hicks va considerar que no tenia prou forces per la missió i que seria millor esperar que la situació a Kordofan s'arreglés per si mateixa (telegrama del 5 d'agost). Però el govern no creia en la força del mahdi i va forçar l'expedició que va sortir de Khartum el 9 de setembre amb 7000 infants i 1000 cavallers, i 2000 auxiliars; l'expedició incloïa 13 europeus. El dia 10 van arribar al Nil a Duem i van començar a entrar en les terres seques de Kordofan en direcció a El Obeid. El 5 de novembre de 1883 l'exèrcit, mal guiat per elements simpatitzants del mahdi, i patint de la set, fou emboscat a la zona forestal de Kashgil, 45 km al sud de la capital provincial. Tot l'exèrcit inclòs Hicks va morir, excepte entre 300 i 500 homes (entre ells 3 europeus) que van poder fugir i retornar a Khartum. Darfur i la Regió de Bahr al-Ghazal van passar a mans del mahdi, entregats pels seus governadors europeus Rudolf Carl von Slatin Bey (desembre de 1883) i Frank Lupton conegut per Lupton Bey (que va deixar la tasca el dia 28 d'abril de 1884 al seu ajudant Ali Musa Bey Sawqi que va fer l'entrega el dia 30).
En aquest temps Osman Digna (Uthman Dikna), d'una família de comerciants de Suakin, havia estat enviat (maig del 1883) pel mahdí a revoltar als beges a la part de la mar Roja; va tenir força èxit pel suport d'un influent fakih, el xeic al-Tahir al-Madjhub, i el febrer de 1884 tota la província estava a les seves mans excepte la ciutat de Suakin. Després de la mort d'Hicks que es va saber al cap de pocs dies al Caire, fou enviat Charles George Gordon anomenat Gordon Pasha, primer per avaluar la situació per tot seguit com a governador (va prendre possessió el 18 de febrer de 1884) en el lloc d'Ala ad-Din, càrrec que ja havia exercit abans (1877-1879). La via de la mar Roja va quedar tallada el febrer i el maig la província de Berber va quedar en mans dels ansars, tallant la ruta fluvial. Gordon va alliberar al seu antic enemic, el cap esclavista al-Zubayr Rahma Mansur, amb la idea que amb la seva influència podria controlar el Sudan, però el govern britànic va refusar cooperació amb un antic traficant d'esclaus i va ordenar l'evacuació. La pressió militar sobre Khartum va augmentar i entre el 18 de març i l'octubre el mahdí va traslladar el gruix de les seves forces de El Obeid a Omdurman, al costat de la capital. Gordon refusava evacuar i l'opinió pública britànica pressionava per una expedició de socors que finalment el govern va acceptar l'agost, però no es va organitzar fins al novembre sota el mariscal Garnet Wolseley, que va sortir de Wadi Halfa arribant a Korti el desembre i a Metemma el 20 de gener de 1885. Amb uns bots deixats pel mateix Gordon el 24 van avançar cap a Khartum. La ciutat estava estretament assetjada i el mahdí, sabent els moviments de Wolseley, va ordenar l'atac el dia 25. Després d'una cruenta lluita la ciutat va caure en mans dels mahdistes (25 de gener del 1885) i Gordon va trobar la mort en la lluita a punt de complir 52 anys. El dia 28 va arribar Wolseley.
Amb la conquesta de Khartum Muhàmmad Ahmad dominava tot el Sudan, inclosa la ciutat de Dongola i la regió de la Mar Roja. Khartum fou abandonada i la capital es va establir a Omdurman on va morir de tifus el 22 de juny de 1885.

## Abdullahi
Aconseguí el poder el seu khalifa al-Sidik, Abdullahi que ja havia designat el mateix mahdí (khalifa al-Mahdí, tot i que mai va utilitzar aquest títol en vida del mahdí) i que dirigia el principal cos de guerrers nòmades d'Omdurman. Per explicar la mort del mahdí abans de complir la seva missió universal de restaurar l'islam es va recórrer al paral·lelisme amb la successió del Profeta per Abu-Bakr as-Siddiq. Muhammad Sharif ibn Hamid, el khalifat al-Karrar dirigia la facció dels ashraf, els parents del mahdí; les seves pretensions a la successió havien estat rebutjades pel mateix mahdí uns dies abans de morir; els ashraf eren un grup més "refinat" que els nòmades i van ser relegats pels Bakkara que eren la tribu d'Abdullahi. Abans de 12 mesos Abdullahi va fer fracassar un complot dels ashraf amb la complicitat del seu parent Muhammad Khalid, governador de Darfur, i va eliminar els caps tribals i religiosos que se li oposaven substituint-los per gent de la seva tribu. Dels governadors nomenats pel mahdí només Osman Digna (Uthman Dikna) va romandre al càrrec. El 1888/1889 el seu clan Taaishi va emigrar en massa des de Darfur cap a Omdurman. Els sedentaris del nord, coneguts com a Awlad al-Balad, propers als ashraf, van conservar no obstant posicions administratives i de la justícia, però estaven ressentits contra els bakkares. Consolidat el seu poder Abdullahi va continuar la guerra santa de la qual Abissínia fou el més perjudicat.
Pels fets a Bhar al-Ghazal i la província Equatorial, vegeu Regió de Bahr al-Ghazal, i Equatòria
El governador de la província oriental, Uthman Dikna, va lliurar entre 1885 i 1887 diversos combats no sempre afortunats amb les forces anglo-egípcies de Suakin. Entre 1887 i 1889 va lluitar contra els abissinis; un client del khalifa, Hamdan Abu Andja, va penetrar cap a Gondar (1887) i la ciutat d'aquest nom fou saquejada (gener de 1888) amb molts esclaus i boti; i el 9 de març de 1889 es va lliurar la batalla de Kallabat on va morir el rei etíop Yohannes IV (Joan), que de fet havia obtingut la victòria però que es va convertir en derrota per la seva mort.
El Sudan central estava sota el control dels bakkares que van esdevenir impopulars com a classe explotadora. Com a successor el khalifa havia pensat en Uthman Shaykh, fill del seu fidel germà Yakub i això va tenir el seu reflex en els càrrecs. Es va planejar la invasió d'Egipte que fou encarregada al general Abd al-Rahman al-Nadjumi (un ashraf) que va establir el seu quarter a al-Urdji (Nova Dongola) el novembre de 1886, però que finalment va haver de compartir el comandament amb un taaishi. El 1887, aprofitant la destitució del governador de Darfur Muhammad Khalid, implicat en l'intent de cop d'estat contra Abdullahi, els fur, que no havien acceptat la pèrdua de la seva independència, es van revoltar sota la direcció d'un membre de l'antiga casa reial, Yusf ben Ibrahim (fill d'Ibrahim, el darrer sultà el 1874), però després d'exercir el poder uns mesos fou derrotat pel nou governador Uthman Adam conegut per Djanu, parent del khalifa, El 1888 es va revoltar al Darfur, Abu Djummayza, que pretenia ocupar el càrrec vacant de successor d'Uthman (que havia estat rebutjat pel cap de la Sanusiyya el 1883); però el cap rebel va morir al començament de l'any 1889 de verola i els seus seguidors foren derrotats en una batalla a la rodalia de El-Facher (al-Fashir), la capital provincial (febrer de 1889). Djanu fou un governador eficaç mentre va governar, però va morir jove el setembre de 1890 i el govern de Darfur i Kordofan va passar conjuntament a mans de Mahmud Ahmad, un altre parent del khalifa.
La primera gran derrota dels mahdistes es va produir a la batalla de Toski (Toshki o Tushki al nord de Wadi Halfa) quan Abd al-Rahman al-Nadjumi, que va envair Egipte amb forces insuficients (estiu), fou completament desfet (3 d'agost de 1889). Al-Nadjumi va morir en la batalla. Aquest mateix any (i el següent) el país va ser assolat per una gran fam. No hi va haver cap més intent seriós d'envair Egipte però si diverses ràtzies en els següents anys. De fet la derrota de Toski i la fam (1889-1890) va marcar el fi de la fase expansiva militar de la mahdiyya i els anys següents foren d'estabilització del poder del khalifa amb els límits dels territoris musulmans del Sudan septentrional. El novembre de 1891 els ashraf manats per Muhammad Sharif es van revoltar altre cop a Omdurman, però després d'uns breus intercanvis de trets es va escenificar una reconciliació amb la mediació del khalifat al-Faruk, Ali ibn Muhammad Hilu, obtenint els ashraf condicions avantatjoses; però una vegada passat el perill el khalifa va anar liquidant als seus adversaris un per un: Muhammad Sharif fou arrestat el març de 1892 i condemnat a presó per un tribunal especial, i en endavant el poder del khalifa ja no va tenir oposició. El seu germà (germanastre) Yakub era el seu visir (sense títol) i el seu fill Uthman ibn Yakub era l'hereu i va rebre el títol oficial honorífic de Shaykh al-Din.
Però al mateix temps els angloegipcis ja començaven la seva ofensiva. Suakin mai havia caigut en mans de Dikna i des d'aquesta base les forces britàniques i egípcies van avançar a l'inici del 1891 i van ocupar el quarter general de Dikna a Tokar (febrer de 1891). Eritrea havia esdevingut colonia italiana el 1890 i el desembre del 1893 un atac dels mahdistes als italians fou rebutjat. El juliol de 1894 els italians, d'acord prèviament amb el govern britànic, van ocupar Kasala. La presència italiana era una amenaça pel khalifa però també per Menelik II d'Abissínia (successor de Joan II) el qual el 1895 va intentar establir bones relacions amb el khalifa, però aquest no va acceptar. La seva oferta d'aliança fou renovada el 1896 després de la seva victòria d'Adua sobre els italians, i altre cop el 1897 i 1898 en què es van enviar ambaixades a Omdurman, però mai es va aconseguir cap acord.
A partir del 1896 els britànics van decidir reconquerir el Sudan i el març van autoritzar als egipcis a avançar cap a Dongola. El cos expedicionari egipci anava manat per Sir Horatio Herbert Kitchener que a mesura que remuntava el Nil construïa una via fèrria des de Wadi Halfa. La província va quedar ocupada el setembre del 1896 i el 1897 Kitchener fou autoritzar a continuar. Una segona via fèrria que arribava al Nil a Abu Hamad passant per desert de Núbia, es va anar prolongant al sud a mesura que l'exèrcit avançava. Davant la pèrdua de Dongola el khalifa va cridar a Mahmud Ahmad, el seu parent governador de Kordofan-Darfur, per acudir amb totes les seves forces. Ahmad tenia el seu quarter a al-Matamma o Metamma que era territori dels djaaliyyun (ashraf), i els habitants van refusar abandonar la ciutat que el governador va haver d'ocupar per la força, però llavors va dubtar en avançar cap al nord a aturar als invasorsque avançaven de manera regular al costat del riu. L'agost de 1897 els britànics entraven a Abu Hamad i el mateix mes el nus de camins de Berber va haver de ser evacuat pels mahdistes. Ahmad, davant de les desercions i la manca de provisions, es va veure forçat a avançar i les seves forces es van unir a les d'Osman Digna, i junts van presentar batalla i van ser derrotats a Atbara el 8 d'abril de 1898. Mahmud Ahmad fou fet presoner. Els anglo-egipcis van continuar avançant i finalment van obtenir la decisiva victòria a Karari, generalment anomenada batalla d'Omdurman, el 2 de setembre de 1898. Abdullahi va fugir a Kordofan amb nombrosos seguidors, i va resistir un any. El seu germà Yakub va morir en la batalla.
Abdullahi va morir dignament a la batalla d'Umm Dubaykarat (a la riba del Nil Blanc) el 24 de novembre de 1899 quan amb un grup d'ansars es va enfrontar a la força de Sir Reginald Wingate. A la seva mort a deixar 21 fills i 11 filles (a més alguns altres fills ja havien mort joves abans que ell). El seu hereu Uthman Shaykh al-Din fou fet presoner i va morir al cap d'un any.

## Institucions
En vida del mahdí la divisió era militar. La principal agrupació era la bandera negra, que portava Abdullahi i la formaven els nòmades bakkares. Els altres dos khalifes dirigien la bandera verda (també amb nòmades bakkares) i la bandera vermella (àrabs sedentaris o awlad al-balad). Els djihadiyya eren un cos especial. Posteriorment ja sota el khalifa, l'exèrcit es va posar sota comadaments d'amirs (amils des de 1884) que inicialment havien manat unitats menors. Abdullahi va crear una guardia personal anomenada mulazimiyya que el 1895 formaven 9000 homes.
Econòmicament l'estat sorgit a partir de 1883 es va organitzar sobre la base del botí (ghanima), i recaptació de cereals i ramats en les proporcions establertes (zakat). El primer es va acabar gairebé el 1885. Les monedes circulants eren les espanyoles, austriaques, otomanes i egípcies. Després de la presa de Khartum es van emetre lliures d'or i dòlars de plata. Els funcionaris civils, generalment coptes o awlad al-balad, formaven el servei del tresor de la capital i províncies; la majoria ja exercien els mateixos càrrecs o similars sota el domini otomà-egipci. A partir de 1886 al principal impost fou el zakat i es va imposar el fitr, un impost personal que es pagava a la final del ramadà. Els drets de duana també pagaven zakat primer un 2,5% però des de 1890 un 12,5%. Una altra font d'ingresos eren les multes als fumadors i al que bebien alcohol; els que violaven alguna norma podien veure confiscats els seus béns. Contribucions especials (tabarruai) eren exigides de vegades als comerciants. Les monedes d'or van desaparèixer i les de plata van anar sent cada cop amb menys metall noble.
El càrrec administratiu més important era el d'amin bayt al-mal o tresorer que estava encarregat de la recaptació. El primer fou un ashraf de nom Ahmad Sulayman que va caure en desgràcia l'abril de 1886. El va succeir Ibrahim Muhammad Adlan, un comerciant d'El Obeid, que es va negar a confiscar gra per l'exèrcit durant la gran gana de 1889-1890 i es va enfrontar al khalifa, sent executat (febrer de 1890). El va succeir Nir Ibrahim al-Djieayfawi, també antic comerciant. Després el càrrec fou poc estable i un tresorer fins i tot fou nomenat i revocat dues vegades.
Judicialment tot depenia del mahdí que ho va anar delegant en un magistrat anomenat cadi de l'islam (kadi al-Islam), que exercia normalment un antic jutge otomà o egipcis. Es va crear també una cancelleria ja en temps del mahdí. Les províncies estaven dirigides per governadors militars amb autoritat civil, militar, fiscal, i judicial, disposant d'una guarnició. Hi havia les anomenades províncies metropolitanes que eren purament circumscripcions fiscals dependents del govern d'Omdurman.
El primer kadi al-Islam fou Ahmad Ali que ho va ser dotze anys (1882-1894) fins que va perdre la confiança d'Abdullahi el maig de 1894 i va acabar a la presó El va succeir al-Husayn Ibrahim wad al-Zahra que per la seva propensió a seguir la xaria estrictament es va enfrontar a Yakub (el germà del khalifa)i fou executat el'estiu del 1985. Ja no torna a esmentar-se cap més kadi al-Islam. Des del començament hi havia un judge suplent (wakil al-Makkama) que operava al final de la mahdiyya amb sis adjunts (nuwwab). Hi havia tribunales especials a Omdurman pels mercats, el port fluvial, i el tresor. Els tribunals obeïen al khalifa i a províncies als seus governadors i no eren independents.

## Banderes
Les banderes conegudes més corrents són negres, vermelles i verdes amb inscripcions religioses blanques. Correspondrien a les tres branques militars. A la conquesta d'Omdurman es van capturar a casa del khalifa dos estendards: el primer és blanc amb inscripcions en lletres negres molt adornades que diuen "En el nom de Déu, el Compasiu, el Misericordiós. No hi ha altre Déu que Al·là i Mahoma és el Profeta de Déu. Muhammad al-Mahdí és el Successor del Profeta de Déu". La bandera estava rodejada per vores de color blau excepte la part inferior de la part esquerra i la part esquerra de la vora superior que són vermelles. El segon és blanc i la vora (la vora a la part superior és una mena de tira amb serrell amb merlets invertits) és verd clar; al centre hi ha uns dibuixos (8 hexàgons vermells amb inscripcions blanques). A la part superior de color verd clar. A la part inferior cinc punts verds.
La bandera pròpia del mahdí era negra amb l'asahada com la que després va usar el khalifa. A la revista Vexillinfo (número 76) es diu que era triangular i que el seu cunyat utilitzava la mateixa però en groc ocre. Una versió apareix a la revista txeca Vexilologie (número 35). La bandera de l'hereu del khalifa era blanca amb un quadre blau a la cantonada superior, probablement amb inscripcions.